# Drängsmark
Drängsmark är en tätort i Skellefteå kommun. 
Norra Drängsmark är en småort 1 km norr om tätorten.

## Befolkningsutveckling
| Befolkningsutvecklingen i Drängsmark 1960–2020                | Befolkningsutvecklingen i Drängsmark 1960–2020 | Befolkningsutvecklingen i Drängsmark 1960–2020 | Befolkningsutvecklingen i Drängsmark 1960–2020 | Befolkningsutvecklingen i Drängsmark 1960–2020 |
| ------------------------------------------------------------- | ---------------------------------------------- | ---------------------------------------------- | ---------------------------------------------- | ---------------------------------------------- |
|                                                               |                                                |                                                |                                                |                                                |
| År                                                            |                                                |                                                | Folkmängd                                      | Areal (ha)                                     |
| 1960                                                          | 1960                                           |                                                | 275                                            |                                                |
| 1965                                                          | 1965                                           |                                                | 260                                            |                                                |
| 1970                                                          | 1970                                           |                                                | 273                                            |                                                |
| 1975                                                          | 1975                                           |                                                | 251                                            |                                                |
| 1980                                                          | 1980                                           |                                                | 228                                            |                                                |
| 1990                                                          | 1990                                           |                                                | 310                                            | 54                                             |
| 1995                                                          | 1995                                           |                                                | 364                                            | 54                                             |
| 2000                                                          | 2000                                           |                                                | 345                                            | 54                                             |
| 2005                                                          | 2005                                           |                                                | 353                                            | 54                                             |
| 2010                                                          | 2010                                           |                                                | 333                                            | 54                                             |
| 2015                                                          | 2015                                           |                                                | 345                                            | 63                                             |
| 2020                                                          | 2020                                           |                                                | 335                                            | 64                                             |
| Anm.: Namnändring 1990 från Södra Drängsmark till Drängsmark. |                                                |                                                |                                                |                                                |

## Samhället
Byn har skola och förskola samt hade tidigare en affär (Konsum), som försvann år 2007. Tidigare fanns det även en mack vid affären, nu finns en tankstation med Skelleftebränsle samt sedan maj 2012 en kiosk, café och loppis som har öppet sex dagar i veckan (Centrumhörnan).  I Drängsmark finns en idrottsförening (DIF) som håller upp ett skidspår, fotbollsanläggning och hockeyplan. 
Drängsmark blev Årets By år 2006, i konkurrens med alla andra byar i Skellefteå kommun.